# Знайди м'яч
«Знайди м'яч» (англ. Spot the ball) — традиційна газетна акція, де гравець повинен вгадати положення м'яча, який був вилучений з фотографії футбольного м'яча, особливо класичного футболу.
Змагання з влучання в м'яч можна класифікувати як парі, призовий конкурс або лотерею, залежно від його форми. Якщо конкурс класифікується як призовий, то для його проведення організатору не потрібна ліцензія на букмекерську діяльність.
У Великій Британії остання велика виплата була в 2004 році.

## Історія
«Знайди м'яч» став популярним у 1950-х роках у Великій Британії. Вперше гра з’явилася в газетах як частина рекламних акцій для залучення читачів. Гравці надсилали свої позначки поштою, і переможці отримували грошові призи.
З розвитком цифрових технологій гра «Знайди м'яч» дещо змінила свій формат. Сьогодні її можна знайти не тільки в друкованих виданнях, але й на спортивних сайтах та в мобільних додатках. Крім того, з'явилися більш складні варіанти гри, де потрібно не тільки знайти м'яч, але й відповісти на додаткові запитання про зображення.